# Ferrovia Cabo–Cairo

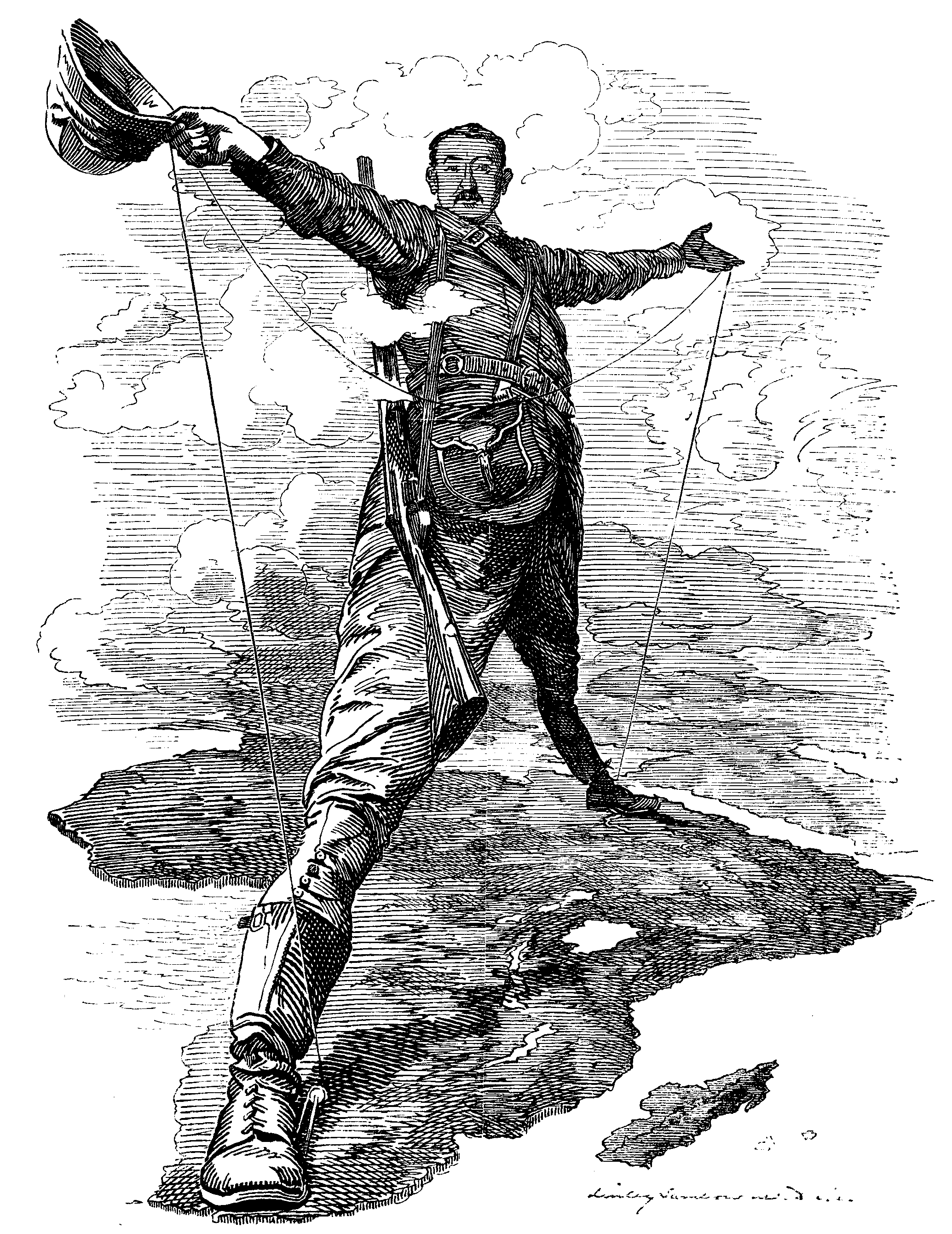
The Rhodes Colossus: Cabo ao Cairo

A Ferrovia Cabo–Cairo (em inglês:  Cape to Cairo Railway) é uma linha ferroviária que atravessa a África de sul ao norte, sendo a maior e mais importante ferrovia daquele continente. Serve de ligação entre Cidade do Cabo, na África do Sul, à Porto Saíde, no Egito.
Partes importantes de seu trajeto projetado para cruzar a África está incompleto ou inoperante em virtude de guerras, falta de capital, obstáculos geográficos e geológicos e vontade política.
Este plano foi iniciado no final do século XIX, durante a época do domínio colonial, em grande parte sob a visão de Cecil Rhodes, na tentativa de ligar as possessões africanas adjacentes do Império Britânico através de uma linha contínua da Cidade do Cabo, África do Sul, até o Cairo, Egito.

## História e questões de infraestrutura

### Razões para a construção

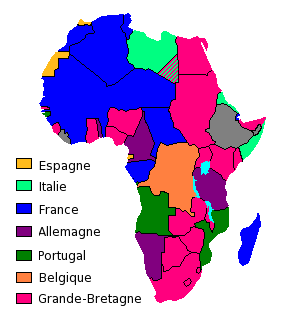
Mapa mostrando a «linha vermelha»: o controle britânico praticamente completo da rota Cabo–Cairo, em 1913

O colonialismo britânico na África está intimamente ligado ao conceito da Ferrovia Cabo–Cairo. Cecil Rhodes foi fundamental para garantir os estados do sul do continente para o Império Britânico e vislumbrava uma "linha vermelha" contínua dos domínios britânicos de norte a sul. Uma ferrovia seria um elemento essencial neste projeto para unificar as possessões, facilitar a governabilidade, permitir que o exército se movesse rapidamente para pontos críticos ou conduzisse uma guerra, ajudaria na colonização e incentivaria o comércio. A construção deste projeto apresentou um grande desafio tecnológico.
A França tinha uma estratégia rival em finais de 1890 de vincular suas colônias do oeste ao leste através do continente, de Senegal ao Djibouti. O Sudão do Sul e Etiópia estavam no caminho, mas a França enviou expedições em 1897 para estabelecer um protetorado no sul do Sudão e para encontrar uma rota através da Etiópia. O projeto fracassou quando uma frota britânica no rio Nilo confrontou a expedição francesa no ponto de intersecção entre as rotas dos franceses e britânicos, levando ao Incidente de Fachoda e eventual derrota diplomática para a França.
Os portugueses tinham ideias semelhantes, e produziram o "Mapa Cor-de-Rosa", representando as suas reivindicações de soberania na África.

### Razões para a não conclusão

Visão geral das rotas discutidas. Nem todas as ligações exibidas foram concluídas.

Os interesses britânicos tiveram que superar não só os obstáculos formidáveis colocados pela geografia e pelo clima, mas também a interferência das ambições das outras potências, o Incidente de Fachoda e a ambição portuguesa de ligar Angola a Moçambique — conhecida como Mapa Cor-de-Rosa. A oposição ao domínio britânico na África do Sul foi resolvida após a Primeira e a Segunda Guerra dos Bôeres. A Alemanha tinha garantido uma parte fundamental do território na África Oriental, o que impediu a conclusão da ligação norte-sul. No entanto, com a derrota da Alemanha em 1918, a maior parte deste território caiu em mãos britânicas e politicamente a ligação foi concluída. Depois de 1918, o Império Britânico possuía poder político para completar a Ferrovia Cabo–Cairo, mas questões econômicas impediram a sua conclusão entre as guerras mundiais. Após a Segunda Guerra Mundial, as lutas nacionais dos povos africanos e a morte do colonialismo retirou os alicerces para a sua conclusão.

### Projetos de retomada das obras
Os projetos de retomadas das obras da ferroviária do Cabo ao Cairo não está morto. Embora a atual turbulência no Sudão seja um obstáculo para a sua conclusão, existem projetos de conclusão da ligação por razões econômicas.

## Trechos operacionais
Os trechos operacionais da Ferrovia Cabo–Cairo são os seguintes:
- Trecho sul-ocidental: partindo de Cidade do Cabo, passando por Kimberley e Mahikeng, África do Sul, Gaborone e Francistown, na Botsuana, até Bulavaio, no Zimbábue.
- Trecho sul-oriental: partindo de Porto Elisabete, passando por Blumefontaina, Joanesburgo, Pretória e Musina, na África do Sul, até Bulavaio, no Zimbábue.
- Trecho central-sul: liga Bulavaio às Cataratas de Vitória, no Zimbábue, Livingstone, Lusaca e Ndola, na Zâmbia, Sacania, Lubumbashi, Tenque, Bucama, Camina, Cabalo e Quindu, no Congo-Quinxassa.
  - Trecho incompleto de Quindu a Uvira, no Congo-Quinxassa, Bujumbura e Caianza, no Burundi, Butare e Quigali, em Ruanda, até Campala, em Uganda.
- Trecho central-norte: liga Campala a Njeru, Busembatia, Tororo e Gulu, em Uganda.
  - Trecho incompleto de Gulu, em Uganda, até Juba e Vau, no Sudão do Sul.
  - Trecho inoperante de Vau, no Sudão do Sul, a Babanuza, no Sudão, em virtude de guerras locais.
- Trecho norte-Alto Nilo: liga Babanuza a Senar, Cartum e Uádi Halfa, no Sudão
  - Trecho incompleto de Uádi Halfa, no Sudão, a Assuão, no Egito.
- Trecho norte-Baixo Nilo: liga Assuão a Luxor, Assiute, Cairo e Banha, no Egito.
- Trecho norte-ocidental: liga Banha a Alexandria, no Egito.
- Trecho norte-central: liga Banha a Damieta, no Egito.
- Trecho norte-oriental: liga Banha a Porto Saíde, no Egito.

## Estrada
Existiu também o projeto de ligar a Cidade do Cabo ao Cairo por estrada, no que ficaria conhecido como a Estrada Pan-Africana.
Uma tentativa de viajar do Cabo ao Cairo por estrada foi feita em 1924, usando dois carros. 